# قائمة إصدارات سلسلة المعاجم الموحدة
سلسلة المعاجم الموحدة (بالإنجليزية: Series of Unified Dictionaries) هي سلسلة من المعجمات المتخصصة متعددة اللغات، الإنجليزية والفرنسية والعربية، التي تصدر صدوراً غير دوري عن مكتب تنسيق التعريب بالرباط. يتبع هذا المكتب المنظمة العربية للتربية والثقافة والعلوم وهي إحدى منظمات جامعة الدول العربية.
رُتِّبت مادة هذه المعجمات حسب الألفبائية الإنجليزية، ورُقِّمت بنود كل معجم بدءاً من الرقم 1. وأُلحق بكل معجم فهرسان، أحدهما للبنود بالفرنسية، والآخر للبنود بالعربية. عرَّبت السلسلة أكثر من 145 ألفاً[بحاجة لمصدر] من المصطلحات، ويختلف عدد المصطلحات المُعرَّبة حسب المعجم، وأكبر عدد لها هو 8846، وكان في الإصدار العاشر المعنون: "المعجم الموحد لمصطلحات التجارة والمحاسبة"، وأقلها هو 340، وكان في الإصدار السابع والأربعين المعنون: "المعجم الموحد لمصطلحات الإشراف التربوي".
بدأ صدور هذه السلسلة في عام 1989 وكان الإصدار الأول هو المعجم الموحد لمصطلحات اللسانيات، واستمر الإصدار بصفة غير دورية حتى سنة 2023م عندما صدر المعجم رقم 55  تحت عنوان المعجم الموحد لمصطلحات الدبلوماسية. أشرف مكتب تنسيق التعريب التابع للمنظمة العربية للثقافة والعلوم والفنون على إصدارات الكتاب، وطُبعت الإصدارات الستة عشرة الأولى في تونس العاصمة، ولكن الإصدار السابع عشر طبع في الرباط في عام 2000م، ومنذ ذلك الوقت باتت إصدارات السلسلة تطبع في الدار البيضاء في المملكة المغربية وتصدر عن مكتب التنسيق في الرباط.
لم تُوسَم الإصدارات الأولى التي نشرت في تونس العاصمة بمعرفات النظام القياسي الدولي لترقيم الكتب، ولكن بعد انتقال المكتب إلى الرباط بات كل كتاب جديد يصدر عنه موسوماً بمُعرِّف، كما وسمت المعجمات التي أعيد طبعها بطبعات جديدة بمعرفات أيضاً.
مع أن أغلفة الأعداد الثلاثة الأولى متمايزة في شكلها، فإنها، مع سائر الأغلفة حتى العدد 38، بسيطة وذات شكل مجردٍ وألوان متنوعة. أما في العدد 39 في السلسلة، فقد اعتمد تصميم الفنان التشكيلي أحمد جريد ليزين الغلاف، ثُمَّ اعتمد التصميم نفسه وفي الأعداد التالية مع اختلاف اللون.

## القائمة
| الرقم التسلسلي | غلاف الكتاب | الاسم                                                                   | بيانات المعجم | بيانات المعجم       | بيانات المعجم         | ملاحظات |
| الرقم التسلسلي | غلاف الكتاب | الاسم                                                                   | تاريخ الإصدار | عدد الصفحات         | عدد المصطلحات         | ملاحظات |
| -------------- | ----------- | ----------------------------------------------------------------------- | ------------- | ------------------- | --------------------- | --- |
| 1              |             | المعجم الموحد لمصطلحات اللسانيات                                        | 1989          | 272                 | 3052                  | - صدرت الطبعة الأولى بالتعاون مع معهد العلوم اللسانية بالجزائر. - عُقدت ندوة دراسة المعجم في مقر المعهد (1983)، وأقره مؤتمر التعريب الخامس في عمان بالأردن (1985). - صدرت له طبعة ثانية سنة 2002م بالتعاون مع جامعة ابن طفيل المغربية. |
| 2              |             | المعجم الموحد لمصطلحات الفيزياء العامة والنووية                         | 1989          | 524                 | 6318                  | - نتج عن دمج ثلاثة معاجم هي: معجم مصطلحات الفيزياء في التعليم العام، الذي أقرَّه مؤتمر التعريب الثاني بالجزائر عام 1973، ومعجم مصطلحات الفيزياء العامة ومعجم الفيزياء النووية، اللذين أقرهما مؤتمر التعريب الخامس في عمان بالأردن (1985). - عُقدت ندوة دراسة المعجم بالتعاون بين مكتب تنسيق التعريب واتحاد الفيزيائيين والرياضيين العرب في بغداد (1984)، وأّقرَّه مؤتمر التعريب الخامس أيضاً. |
| 3              |             | المعجم الموحد لمصطلحات الرياضيات والفلك                                 | 1990          | 352                 | 4074                  | - نتج قسم الرياضيات عن دمج ثلاثة معاجم هي: معجم مصطلحات الرياضيات، الذي أُقِرَّ في مؤتمر التعريب الثاني بالجزائر (1973) ومعجم الرياضيات في التعليم العام، الذي أُقِرَّ في مؤتمر التعريب الثالث بليبيا عام (1977) ومعجم مصطلحات الرياضيات في التعليم العالي، الذي أُقِرَّ في مؤتمر التعريب الثالث بليبيا أيضاً. - نتج قسم علم الفلك عن دمج معجمين أُقِرَّا في مؤتمر التعريب الثالث بليبيا (1977) هما: معجم الجغرافيا والفلك ومعجم الفلك في التعليم العالي. |
| 4              |             | المعجم الموحد لمصطلحات الموسيقى                                         | 1992          | 96                  | 845                   | نُقِّح المعجم في ندوة عُقدت بالرباط (1986)، وأقرَّه مؤتمر التعريب السادس بالرباط (1988). |
| 5              |             | المعجم الموحد لمصطلحات الكيمياء                                         | 1992          | 392                 | 4535                  | نتج عن دمج معجمين هما معجم الكيمياء في مراحل التعليم العام، الذي رُوجع في ندوة بالقاهرة (1974) بعد أن أّقرَّه مُؤتمر التعريب الثاني بالجزائر (1973) ومعجم الكيمياء العامة، الذي رُوجع في ندوة بعمان (1983)، وأقرَّه مؤتمر التعريب الخامس بعمان (1985). |
| 6              |             | المعجم الموحد لمصطلحات علم الصحة وجسم الانسان                           | 1992          | 176                 | 2146                  | وضعت صيغته النهائية في ندوة عُقدت في تونس العاصمة (1976) ثم أقرَّه مؤتمر التعريب الثالث بليبيا (1977)م. |
| 7              |             | المعجم الموحد لمصطلحات علم التاريخ والآثار                              | 1992          | 243                 | 3018                  | - نتج عن دمج معجمين هما: مصطلحات التاريخ في التعليم العام، الذي أقره مؤتمر التعريب الثالث المنعقد بليبيا (1977)، ومعجم الآثار الموحد، الذي أقره مؤتمر التعريب السادس بالرباط (1988). - عُقدت ندوة دراسة المعجم بالرباط سنة 1986. |
| 8              |             | المعجم الموحد لمصطلحات علم الأحياء                                      | 1993          | 560                 | 6596                  | - نتج عن دمج معجمين هما: المعجم الموحد لمصطلحات علم الحيوان، والمعجم الموحد لمصطلحات علم النبات، اللذين أقرهمها مؤتمر التعريب الثاني بالجزائر (1973)، بعد أن درستهما لجنة متخصصة بالرباط (1971). - ذُكر في صفحة مكتب تنسيق التعريب أنه سبق للمجمع العلمي العراقي أن طبع المعجم الأول سنة 1976، في حين طبع مجمع اللغة العربية بدمشق المعجم الثاني منفرداً سنة 1987، ولكن لا تذكر صفحة منشورات المجمع على الإنترنت ذلك. |
| 9              |             | المعجم الموحد لمصطلحات الجغرافيا                                        | 1994          | 224                 | 2701                  | نُقِّح المعجم في ندوة بالرباط (1986)، ثم أقرَّه مؤتمر التعريب السادس بالرباط (1988). |
| 10             |             | المعجم الموحد لمصطلحات التجارة والمحاسبة                                | 1995          | 696                 | 8846                  | - يضمُّ معجمين منفصلين، هما: معجم التجارة ومعجم المحاسبة. - درس المعجمان في ندوة متخصصة بالرباط (1980). - درس المعجمان في مؤتمر التعريب الرابع المُنعقد بالمغرب (1981). |
| 11             |             | المعجم الموحد لمصطلحات الطاقة المتجددة                                  | 1996          | 115                 | 1180                  | - أُنجِز المعجم تحت إشراف مركز الطاقات المتجددة وجامعة القاضي عياض بمراكش في المملكة المغربية. - عُقدت ندوة دراسته، بالتعاون مع اتحاد المجامع اللغوية العلمية العربية، في مجمع القاهرة للغة العربية (1993)، ثُمَّ أقرَّه مؤتمر التعريب السابع في الخرطوم (1994). - مكان النشر غير مذكور في الكتاب. |
| 12             |             | المعجم الموحد للمصطلحات المهنية والتقنية                                | 1996          | ج.1: 115 – ج.2: 272 | ج.1: 1180 – ج.2: 2838 | - يتكون من جزأين، الأول مختص بالطباعة والكهرباء والثاني بالبناء والتجارة - في ما يخص الجزء الأول، أُعدَّ بإشراف مركز الطاقات المتجددة وجامعة القاضي عياض بمراكش في المملكة المغربية، ثُمَّ عُقِدت ندوة دراسته، بالتعاون مع اتحاد المجامع اللغوية والعلمية العربية، في مجمع اللغة العربية بالقاهرة (1993)، ثُمَّ أقره مؤتمر التعريب السابع، الدي عُقد في الخرطوم (1994)، ثُمَّ نُشر لاحقاً (1996). - في ما يُخص الجزء الثاني، أعدت مادته المعجمية في العامين 1980-1981، ثُمَّ عُرِضت في مؤتمر التعريب الرابع بالممكلة المغربية (1981)، ثُمَّ دققت لجنة متابعة مصطلحاته بالرباط (1984)، ثُمَّ نُشر لاحقاً (1999). |
| 13             |             | المعجم الموحد لمصطلحات العلوم الإنسانية                                 | 1997          | 384                 | 4351                  | يشمل أربع مباحث هي الفلسفة وعلم الاجتماع وعلم الإنسان والتربية، مرتبة في ثلاثة معاجم هي: 1. معجم مصطلحات الفلسفة (في التعليم العام): صُودِق عليه في مؤتمر التعريب الثالث بليبيا (1977). 2. معجم مصطلحات علم الاجتماع وعلم الإنسان: صُودِق عليه في مؤتمر التعريب الخامس بالأردن (1985). 3. معجم مصطلحات علم التربية: صُودِق عليه في مؤتمر التعريب الخامس بالأردن أيضاً. |
| 14             |             | المعجم الموحد لمصطلحات القانون                                          | 1999          | 152                 | 1587                  | - صُودِق عليه في مؤتمر التعريب السادس بالرباط (1988). - صدرت له طبعة ثانية سنة 2017 في الرباط مُعرِّفها (ردمك 9789954937525). |
| 15             |             | المعجم الموحد لمصطلحات علوم السياحة                                     | 1999          | 264                 | 3121                  | صُودِق عليه في مؤتمر التعريب السابع المُنعقد بالخرطوم (1994). |
| 16             |             | المعجم الموحد لمصطلحات علوم الزلازل                                     | 1999          | 167                 | 1962                  | صُودِق عليه في مؤتمر التعريب السابع المُنعقد بالخرطوم (1994). |
| 17             |             | المعجم الموحد لمصطلحات الجيولوجيا                                       | 2000          | 404                 | 4623                  | - صُودِق عليه في مؤتمر التعريب الرابع المُنعقد بطنجة (1981). - أول معجم في السلسلة أضيف له ترقيم دولي من النظام القياسي الدولي لترقيم الكتب وهو (ردمك 9954007334). - أول معجم في السلسلة يصدر في الرباط. |
| 18             |             | المعجم الموحد لمصطلحات الاقتصاد                                         | 2000          | 210                 | 2039                  | - أُعد بإشراف كلية العلوم القانونية والاقتصادية بجامعة محمد الخامس بالرباط - صُودِق عليه في مؤتمر التعريب السادس المُنعقد بالرباط (1988). - يخالف هذا العدد، في سنة إصداره (2000)، الأعداد التي بعده في السلسلة، فقد صدرت سنة 1999. - (ردمك 9954007342) |
| 19             |             | المعجم الموحد لمصطلحات النفط                                            | 1999          | 622                 | 6089                  | - دُرِس خلال مؤتمر التعريب الأول المنعقد بالجزائر (1973) والثاني المُنعقد بليبيا سنة (1977). - (ردمك 9981188816) |
| 20             |             | المعجم الموحد لمصطلحات البيئة                                           | 1999          | 191                 | 1747                  | - أُعِدّ بإشراف جامعة القاضي عياض بمراكش، ودُرس في ندوة بالقاهرة برئاسة اتحاد المجامع اللغوية العلمية العربية (1993)، وصُودِق عليه مؤتمر التعريب السابع المُنعقد بالخرطوم (1994). - صدرت له طبعة ثانية "مُنقَّحة ومزيدة" سنة 2016 معرِّفها (ردمك 9981188824). |
| 21             |             | المعجم الموحد لمصطلحات الهندسة الميكانيكية                              | 1999          | 213                 | 2828                  | - أُعدَّ بإشراف المدرسة المحمدية للمهندسين بالرباط، وصُودِق عليه في مؤتمر التعريب التاسع (1998). - (ردمك 9981188832) |
| 22             |             | المعجم الموحد لمصطلحات التقنيات التربوية والحاسوبية                     | 1999          | 622                 | 6089                  | - دُرس خلال مؤتمرين للتعريب: الأول بالجزائر (1973) والثاني بليبيا (1977). - سُمِّي الإصدار الأول "المعجم الموحد لمصطلحات التقنيات التربوية" من غير كلمة الحاسوبية التي أضيفت إلى العنوان في الطبعة الثانية. - صدرت له طبعة ثانية "مُحيَّنة" سنة 2015 معرِّفها (ردمك 9789954937532). |
| 23             | [ د ]       | المعجم الموحد لمصطلحات الإعلام                                          | 1999          | 283                 | 3428                  | - أعده المعهد العالي للصحافة بالرباط، وصُودِق عليه في مؤتمر التعريب التاسع (1998). - سُمِّي الإصدار الأول "المعجم الموحد لمصطلحات الإعلام في المسرح والسينما والإذاعة والتلفزة والإعلان وسائر المجالات الإعلامية" وحذفت كلمة"في" ما يليها من عنوان الطبعة الثانية. - صدرت له طبعة ثانية سنة 2012 معرِّفها (ردمك 9789954937518). |
| 24             |             | المعجم الموحد لمصطلحات الفنون التشكيلية                                 | 1999          | 152                 | 1524                  | - أُعِدّ بإشراف معهد الفنون التشكيلية بتطوان، صُودِق عليه في مؤتمر التعريب التاسع (1998). - (ردمك 9981188867) |
| 25             |             | المعجم الموحد لمصطلحات الأرصاد الجوية                                   | 1999          | 224                 | 2031                  | - أُعدَّ بإشراف معهد الدراسات والأبحاث للتعريب بالرباط، وصُودِق عليه في مؤتمر التعريب التاسع (1998). - (ردمك 9981188875) |
| 26             |             | المعجم الموحد لمصطلحات المياه                                           | 2000          | 245                 | 2204                  | - صُودِق عليه في مؤتمر التعريب التاسع (1998). - (ردمك 9954007326) |
| 27             |             | المعجم الموحد لمصطلحات المعلوماتية                                      | 2000          | 329                 | 3210                  | - أُعدَّ بإشراف المدرسة المحمدية للمهندسين بالرباط، وصُودِق عليه في مؤتمر التعريب التاسع (1998). - (ردمك 9789981188891) |
| 28             |             | المعجم الموحد لمصطلحات الاستشعار عن بعد                                 | 2000          | 178                 | 1196                  | - صُودِق عليه في مؤتمر التعريب التاسع (1998). - (ردمك 9981188883) |
| 29             |             | المعجم الموحد لمصطلحات علوم البحار                                      | 2000          | 320                 | 3913                  | - أُعدَّ بإشراف وزارة الصيد البحري والملاحة التجارية بالمغرب، وصُودِق عليه في مؤتمر التعريب التاسع (1998) مع توصية بمراجعته، فراجعه المنتدى المغربي للمصطلحات والترجمة. - ذُكر مُعرف الكتاب الدولي الخاص به: 995407350، وهو مُعرِّف خاطئ لأنه يتكون من 9 أرقام بدلاً من 10. |
| 30             |             | المعجم الموحد لمصطلحات الحرب الإلكترونية                                | 2004          | 100                 | 1021                  | - صُودِق عليه في مؤتمر التعريب العاشر بدمشق (2002) مع توصية بمراجعته، فراجعه فريق من مكتب تنسيق التعريب بالرباط. - (ردمك 9954007377) |
| 31             |             | المعجم الموحد لمصطلحات تقانات الأغذية                                   | 2004          | 250                 | 2681                  | - صُودِق عليه في مؤتمر التعريب العاشر بدمشق (2002) مع توصية بمراجعته، فراجعه فريق من خبراء المنتدى المغربي للمصطلحات والترجمة بالرباط، بالتعاون مع معهد الحسن الثاني للزراعة والبيطرة بالرباط. - (ردمك 9954003385) |
| 32             |             | المعجم الموحد لمصطلحات علم الوراثة                                      | 2009          | 240                 | 2482                  | - صُودِق عليه في مؤتمر التعريب العاشر بدمشق (2002) مع توصية بمراجعته، فرُوجع بإشراف معهد الحسن الثاني للزراعة والبيطرة بالرباط. - ليس للكتاب مُعرِّف حسب النظام القياسي الدولي لترقيم الكتب. |
| 33             |             | المعجم الموحد لمصطلحات علم الصيدلة                                      | 2009          | 253                 | 3686                  | صُودِق عليه في مؤتمر التعريب العاشر بدمشق (2002) مع توصية بمراجعته، فرُوجع بإشراف معهد الدراسات المصطلحية بفاس. |
| 34             |             | المعجم الموحد لمصطلحات الطب البيطري                                     | 2010          | 294                 | 2741                  | - عُرِض على ندوة علمية متخصصة بالقاهرة (1998) ثم صُودِق عليه في مؤتمر التعريب العاشر بدمشق (2002). - طُبع شعار جمعية الدعوة الإسلامية العالمية على الغلاف، ولم يُذكر سبب ذلك. - ذُكر مُعرف الكتاب الدولي الخاص به: 978995407402، وهو مُعرِّف خاطئ لأنه يتكون من 12 أرقام بدلاً من 13. |
| 35             |             | المعجم الموحد لمصطلحات النقل                                            | 2010          | 294                 | 2741                  | - طُبع شعار جمعية الدعوة الإسلامية العالمية على الغلاف، ولم يُذكر سبب ذلك. - ذُكر مُعرف الكتاب الدولي الخاص به: 978995407419، وهو مُعرِّف خاطئ لأنه يتكون من 12 أرقام بدلاً من 13. |
| 36             |             | المعجم الموحد لمصطلحات تقانة (تكنولوجيا) المعلومات                      | 2011          | 191                 | 1365                  | - صُودِق عليه في مؤتمر التعريب الحادي عشر بعمان (2008). - (ردمك 9789954007426) |
| 37             |             | المعجم الموحد لمصطلحات التواصل اللغوي                                   | 2011          | 231                 | 2022                  | - صُودِق عليه في مؤتمر التعريب الحادي عشر بعمان (2008). - (ردمك 9789954007433) |
| 38             |             | المعجم الموحد لمصطلحات الهندسة المدنية                                  | 2012          | 486                 | 3941                  | - يتألف المعجم من أربعة أجزاء هي: (1) الهندسة الصحية والبيئية (2) الهندسة المساحية (3) الهندسة الإنشائية (4) الهندسة الجيوتقنية. - أُعدَّ بإشراف المركز العربي للتعريب والترجمة والتأليف والنشر بدمشق. - صُودِق عليه في مؤتمر التعريب الحادي عشر بعمان (2008). - (ردمك 9789954937501) |
| 39             |             | المعجم الموحد لمصطلحات علم التشريح العياني                              | 2015          | 597                 | 5857                  | - أُنجز هذا المعجم بإشراف جامعة الموصل بالعراق. - صُودِق عليه في مؤتمر التعريب الحادي عشر بعمان (2008). - صمم غلاف هذا العدد، وما ويليه في السلسة الفنان التشيكلي المغربي أحمد جريد. - (ردمك 9789954937549) |
| 40             |             | المعجم الموحد لمصطلحات الآداب المعاصرة                                  | 2015          | 225                 | 1436                  | - أعد المعجم بإشراف كلية الآداب والعلوم الإنسانية بجامعة محمد الخامس بالرباط. - رُوجِع بإشراف جامعة تكريت بالعراق وصُودِق عليه في مؤتمر التعريب الثاني عشر بالخرطوم (2013). - (ردمك 9789954937556) |
| 41             |             | المعجم الموحد لمصطلحات محو الأمية وتعليم الكبار                         | 2016          | 194                 | 481                   | - طُبع هذا المعجم بدعم من كلية علوم التربية بجامعة محمد الخامس بالرباط. - (ردمك 9789981188822) |
| 42             |             | المعجم الموحد للمصطلحات التربوية في مرحلة الطفولة المبكرة ورياض الأطفال | 2018          | 176                 | 597                   | - ذُكر معرف الكتاب فيه خطأً (ردمك 9981188824)، وهذا هو مُعرف الطبعة الثانية من المعجم الموحد لمصطلحات البيية التي صدرت سنة 2016. - طُبع هذا المعجم بدعم من وزارة الأسرة والتضامن والمساواة والتنمية الاجتماعية في المملكة المغربية. |
| 43             |             | المعجم الموحد لمصطلحات تعليم الأشخاص ذوي الإعاقة                        | 2019          | 328                 | 1424                  | - طُبع هذا المعجم بدعم من وزارة الأسرة والتضامن والمساواة والتنمية الاجتماعية في المملكة المغربية. - (ردمك 9789954937587) |
| 44             |             | المعجم الموحد لمصطلحات المناهج وطرائق التدريس                           | 2020          | 176                 | 383                   | - نُشِّر رقمياً على موقع المنظمة العربية للتربية والثقافة والعلوم. - طُبعت النسخة الورقية منه بدعم من المركز التربوي للغة العربية لدول الخليج. - (ردمك 9789920690034) |
| 45             |             | المعجم الموحد لمصطلحات الاستراتيجيات التربوية والتعليمية                | 2020          | 328                 | 592                   | - أعد هذا المعجم فريق من المركز القومي للبحوث التربوية والتنمية بالقاهرة، ثٌمَّ درسته لجنة علمية في أثناء انعقاد مؤتمر التعريب الثاني عشر بالخرطوم (2013)، ثُمَّ نُشِّر رقمياً على موقع المنظمة العربية للتربية والثقافة والعلوم. - (ردمك 9789920690041) |
| 46             |             | المعجم الموحد لمصطلحات الحكامة التربوية                                 | 2020          | 216                 | 485                   | - نُشِّر رقمياً على موقع المنظمة العربية للتربية والثقافة والعلوم - طُبعت النسخة الورقية منه بدعم من المركز التربوي للغة العربية لدول الخليج. - (ردمك 9789920690027) |
| 47             |             | المعجم الموحد لمصطلحات الإشراف التربوي                                  | 2020          | 142                 | 340                   | - نُشِّر رقمياً على موقع المنظمة العربية للتربية والثقافة والعلوم - طُبعت النسخة الورقية منه بدعم من المركز التربوي للغة العربية لدول الخليج. - (ردمك 9789920690003) |
| 48             |             | المعجم الموحد لمصطلحات التربية على الإبداع والابتكار                    | 2020          | 158                 | 428                   | - عرض على لجنة علمية دراسته خلال انعقاد مؤتمر التعريب الثاني عشر بالخرطوم (2013). - نُشِّر رقمياً على موقع المنظمة العربية للتربية والثقافة والعلوم - طُبعت النسخة الورقية منه بدعم من المركز التربوي للغة العربية لدول الخليج. - (ردمك 9789954937594) |
| 49             |             | المعجم الموحد لمصطلحات التقييم التربوي                                  | 2021          | 395                 | 1739                  | طُبع هذا الإصدار سنة 2021، مع أن العدد التالي في السلسلة طبع سنة 2020. |
| 50             |             | المعجم الموحد لمصطلحات الطب الباطني                                     | 2020          | 409                 | 3177                  | - أعدته لجنة مختصة من جامعة الدمام بالمملكة العربية السعودية، ودُرس بالتعاون معهد الملك عبد الله للترجمة والتعريب في مؤتمر التعريب الثالث عشر المنعقد بالدمام (2018)، ثُمَّ نُشر رقمياً على نُشِّر رقمياً على موقع المنظمة العربية للتربية والثقافة والعلوم. - صدرت طبعته الورقية بالتعاون مع المركز التربوي للغة العربية لدول الخليج بالإمارات العربية. - (ردمك 9789920690058) |
| 51             |             | المعجم الموحد لمصطلحات طب وجراحة الأطفال                                | 2021          | 346                 | 2519                  | صدر بالتعاون مع المركز التربوي للغة العربية لدول الخليج بالإمارات العربية. |
| 52             |             | المعجم الموحد لمصطلحات كوفيد-19                                         | 2021          | 121                 | 357                   | - صدرت نسخة أولى من المعجم في مايو سنة 2020 في خضم جائحة كوفيد-19 ولم تُنسب لسلسلة المعاجم الموحدة. وصدرت طبعة ثانية مُحدَّثة عنه لاحقاً. - صدرت الطبعة الورقية سنة 2021 وأشير على غلافها صراحة إلى كونها جزءاً من سلسلة المعاجم الموحدة. |
| 53             |             | المعجم الموحد لمصطلحات الطيران المدني                                   | 2022          | 440                 | 1950                  | صدر بالتعاون مع المنظمة العربية للطيران المدني. |
| 54             |             | المعجم الموحد لمصطلحات كرة القدم                                        | 2022          | –                   | 906                   | - صدر بالتزامن مع كأس العالم لكرة القدم 2022. - صدرت له طبعة ثانية سنة 2023م. |
| 55             |             | المعجم الموحد لمصطلحات الدبلوماسية                                      | 2023          | 456                 | 1742                  | دُرِس ضمن مؤتمر التعريب الثالث عشر المنعقد بجامعة الإمام محمد بن سعود. |

## الهوامش
1. ↑   للطبعة الأولى، لو وجدت طبعات عديدة.
2. ↑  بيانات هذا القسم مأخوذة من صفحة السلسة في موقع مكتب تنسيق التعريب على الإنترنت ما لم يذكر خلاف ذلك.[وب 1]
3. ↑  التواريخ في القائمة كلها بالتقويم الميلادي ما لم يُذكَر خلاف ذلك.
4. ↑  غلاف الطبعة الثانية.

## فهارس المراجع
الكتب
1. ↑  المعجم الموحد لمصطلحات اللسانيات: (إنجليزي - فرنسي - عربي)، سلسلة المعاجم الموحدة (1) (بالعربية والإنجليزية والفرنسية) (ط. 1)، تونس: مكتب تنسيق التعريب، 1989، OCLC:57577512، QID:Q114600009
2. ↑  المعجم الموحد لمصطلحات اللسانيات: (إنجليزي - فرنسي - عربي)، سلسلة المعاجم الموحدة (1) (بالعربية والإنجليزية والفرنسية) (ط. 2)، الرباط: مكتب تنسيق التعريب، 2002، OCLC:1049371885، QID:Q114600110
3. ↑  المعجم الموحد لمصطلحات الفيزياء العامة والنووية: (إنجليزي - فرنسي - عربي)، سلسلة المعاجم الموحدة (2) (بالعربية والإنجليزية والفرنسية)، تونس: مكتب تنسيق التعريب، 1989، OCLC:1044610077، QID:Q113987323
4. ↑  المعجم الموحد لمصطلحات الرياضيات والفلك: (إنجليزي - فرنسي - عربي)، سلسلة المعاجم الموحدة (3) (بالعربية والإنجليزية والفرنسية)، تونس: مكتب تنسيق التعريب، 1990، OCLC:4769958475، QID:Q114600477
5. ↑  المعجم الموحد لمصطلحات الموسيقى: (إنجليزي - فرنسي - عربي)، سلسلة المعاجم الموحدة (4) (بالعربية والإنجليزية والفرنسية)، تونس: مكتب تنسيق التعريب، 1992، OCLC:1158796736، QID:Q108749268
6. ↑  المعجم الموحد لمصطلحات الكيمياء: (إنجليزي - فرنسي - عربي)، سلسلة المعاجم الموحدة (5) (بالعربية والإنجليزية والفرنسية)، تونس: مكتب تنسيق التعريب، 1992، OCLC:982029990، QID:Q114804479
7. ↑  المعجم الموحد لمصطلحات علم الصحة وجسم الانسان: (إنجليزي - فرنسي - عربي)، سلسلة المعاجم الموحدة (6) (بالعربية والإنجليزية والفرنسية)، تونس: مكتب تنسيق التعريب، 1992، OCLC:1158641937، QID:Q113574525
8. ↑  المعجم الموحد لمصطلحات الآثار والتاريخ: (إنجليزي - فرنسي - عربي)، سلسلة المعاجم الموحدة (7) (بالعربية والإنجليزية والفرنسية)، تونس: مكتب تنسيق التعريب، 1993، OCLC:762341570، QID:Q114833981
9. ↑  المعجم الموحد لمصطلحات علم الأحياء، سلسلة المعاجم الموحدة (8) (بالعربية والإنجليزية والفرنسية)، تونس: مكتب تنسيق التعريب، 1993، OCLC:929544775، QID:Q114972534
10. ↑  معجم مصطلحات علم الحيوان، المعجم الموحد للمصطلحات العلمية في مراحل التعليم العام (4) (بالعربية والإنجليزية والفرنسية)، بغداد: المجمع العلمي العراقي، 1976، OCLC:122886988، QID:Q116174816
11. ↑  المعجم الموحد لمصطلحات الجغرافيا: (إنجليزي - فرنسي - عربي)، سلسلة المعاجم الموحدة (9) (بالعربية والإنجليزية والفرنسية)، تونس: مكتب تنسيق التعريب، 1994، OCLC:1014100325، QID:Q113516986
12. ↑  المعجم الموحد لمصطلحات التجارة والمحاسبة: (إنجليزي - فرنسي - عربي)، سلسلة المعاجم الموحدة (10) (بالعربية والإنجليزية والفرنسية)، تونس: مكتب تنسيق التعريب، 1995، OCLC:1014034859، QID:Q115770013
13. ↑  المعجم الموحد لمصطلحات الطاقة المتجددة: (إنجليزي - فرنسي - عربي)، سلسلة المعاجم الموحدة (11) (بالعربية والإنجليزية والفرنسية)، 1996، OCLC:40003500، QID:Q115770286
14. ↑  المعجم الموحد للمصطلحات المهنية والتقنية، سلسلة المعاجم الموحدة (12) (بالعربية والفرنسية والإنجليزية)، تونس: مكتب تنسيق التعريب، 1996، OCLC:40003501، QID:Q115776453
15. ↑  المعجم الموحد للمصطلحات المهنية والتقنية: (الجزء الأول) طباعة - كهرباء  (إنجليزي - فرنسي - عربي) (بالعربية والإنجليزية والفرنسية)، تونس: مكتب تنسيق التعريب، ج. 1، 1996، OCLC:493889519، QID:Q115776451
16. ↑  المعجم الموحد للمصطلحات المهنية والتقنية: (الجزء الثاني) بناء - تجارة (إنجليزي - فرنسي - عربي)، سلسلة المعاجم الموحدة (بالعربية والفرنسية والإنجليزية)، تونس: مكتب تنسيق التعريب، ج. 2، 1999، OCLC:1227667982، QID:Q115776448
17. ↑  المعجم الموحد لمصطلحات العلوم الإنسانية: الفلسفة - الإجتماع والأنثروبولوجيا - التربية (إنجليزي - فرنسي - عربي)، سلسلة المعاجم الموحدة (13) (بالعربية والإنجليزية والفرنسية)، تونس: مكتب تنسيق التعريب، 1997، OCLC:1163588154، QID:Q115788398
18. ↑  المعجم الموحد لمصطلحات القانون: (انجليزي-فرنسي-عربي)، سلسلة المعاجم الموحدة (14) (بالعربية والإنجليزية والفرنسية) (ط. 1)، تونس: مكتب تنسيق التعريب، 1999، OCLC:53888492، QID:Q115934236
19. ↑  المعجم الموحد لمصطلحات القانون: (انجليزي-فرنسي-عربي). سلسلة المعاجم الموحدة (14) (بالعربية والإنجليزية والفرنسية) (ط. 2). الرباط: مكتب تنسيق التعريب. 2017. ISBN:978-9954-9375-2-5. OCLC:1044589456. QID:Q115934214.
20. ↑  المعجم الموحد لمصطلحات علوم السياحة: (إنجليزي، فرنسي، عربي)، سلسلة المعاجم الموحدة (15) (بالعربية والإنجليزية والفرنسية)، تونس: مكتب تنسيق التعريب، 1999، OCLC:1227668522، QID:Q115933589
21. ↑  المعجم الموحد لمصطلحات علوم الزلازل: (إنجليزي، فرنسي، عربي)، سلسلة المعاجم الموحدة (16) (بالعربية والإنجليزية والفرنسية)، تونس: مكتب تنسيق التعريب، 1999، OCLC:745315024، QID:Q115933629
22. ↑  المعجم الموحد لمصطلحات الجيولوجيا: (انجليزي فرنسي عربي). سلسلة المعاجم الموحدة (17) (بالعربية والإنجليزية والفرنسية). الرباط: مكتب تنسيق التعريب. 2000. ISBN:978-9954-0-0733-4. OCLC:54044711. QID:Q115944157.
23. ↑  المعجم الموحد لمصطلحات الاقتصاد: (انجليزي فرنسي عربي). سلسلة المعاجم الموحدة (18) (بالعربية والإنجليزية والفرنسية). الرباط: مكتب تنسيق التعريب. 2000. ISBN:978-9954-0-0734-1. OCLC:54044706. QID:Q115944244.
24. ↑  المعجم الموحد لمصطلحات النفط (البترول): (إنكليزي - فرنسي - عربي). سلسلة المعاجم الموحدة (19) (بالعربية والإنجليزية والفرنسية). الرباط: مكتب تنسيق التعريب. 1999. ISBN:978-9981-1888-1-5. OCLC:745314980. OL:13215069M. QID:Q115957618.
25. ↑  المعجم الموحد لمصطلحات البيئة: (إنجليزي - عربي - فرنسي)، سلسلة المعاجم الموحدة (20) (بالعربية والإنجليزية والفرنسية) (ط. 1)، مكتب تنسيق التعريب، 1999، OCLC:1227668051، QID:Q115974296
26. ↑  المعجم الموحد لمصطلحات البيئة: (إنجليزي - عربي - فرنسي). سلسلة المعاجم الموحدة (20) (بالعربية والإنجليزية والفرنسية) (ط. 2). مكتب تنسيق التعريب. 2016. ISBN:978-9981-1888-2-2. OCLC:1227624511. QID:Q115974297.
27. ↑  المعجم الموحد لمصطلحات الهندسة الميكانيكية: (إنجليزي، فرنسي، عربي). سلسلة المعاجم الموحدة (21) (بالعربية والإنجليزية والفرنسية). الرباط: مكتب تنسيق التعريب. 1999. ISBN:978-9981-1888-3-9. OCLC:47775738. OL:13215070M. QID:Q116002148.
28. ↑  المعجم الموحد لمصطلحات التقنيات التربوية: (إنجليزي - عربي - فرنسي)، سلسلة المعاجم الموحدة (22) (بالعربية والإنجليزية والفرنسية) (ط. 1)، تونس: مكتب تنسيق التعريب، 1999، OCLC:745315023، QID:Q116036314
29. ↑  المعجم الموحد لمصطلحات التقنيات التربوية: (إنجليزي - عربي - فرنسي). سلسلة المعاجم الموحدة (22) (بالعربية والإنجليزية والفرنسية) (ط. 2). الرباط: مكتب تنسيق التعريب. 2015. ISBN:978-9954-9375-3-2. OCLC:1227502043. QID:Q116036317.
30. ↑  المعجم الموحد لمصطلحات الإعلام: في المسرح والسينما والإذاعة والتلفزة والإعلان وسائر المجالات الإعلامية (إنجليزي - عربي - فرنسي). سلسلة المعاجم الموحدة (23) (بالعربية والإنجليزية والفرنسية) (ط. 1). تونس: مكتب تنسيق التعريب. 1999. ISBN:978-9981-1888-5-3. LCCN:2001303678. OCLC:47777204. OL:13215071M. QID:Q116052989.
31. ↑  المعجم الموحد لمصطلحات الإعلام: (إنجليزي - عربي - فرنسي). سلسلة المعاجم الموحدة (23) (بالعربية والإنجليزية والفرنسية) (ط. 2). الرباط: مكتب تنسيق التعريب. 2012. ISBN:978-9954-9375-1-8. OCLC:949434535. QID:Q116052990.
32. ↑  المعجم الموحد لمصطلحات الفنون التشكيلية: (إنجليزي - عربي - فرنسي). سلسلة المعاجم الموحدة (24) (بالعربية والإنجليزية والفرنسية). الرباط: مكتب تنسيق التعريب. 1999. ISBN:978-9981-1888-6-0. OCLC:745314992. OL:13215072M. QID:Q116069621.
33. ↑  المعجم الموحد لمصطلحات الأرصاد الجوية: (إنجليزي - عربي - فرنسي). سلسلة المعاجم الموحدة (25) (بالعربية والإنجليزية والفرنسية). الرباط: مكتب تنسيق التعريب. 1999. ISBN:978-9981-1888-7-7. OCLC:929479496. OL:13215073M. QID:Q116153637.
34. ↑  المعجم الموحد لمصطلحات المياه: (إنجليزي - عربي - فرنسي). سلسلة المعاجم الموحدة (26) (بالعربية والإنجليزية والفرنسية). الرباط: مكتب تنسيق التعريب. 2000. ISBN:978-9954-0-0732-7. OCLC:1258997347. QID:Q116167054.
35. ↑  المعجم الموحد لمصطلحات المعلوماتية: (إنجليزي - فرنسي - عربي). سلسلة المعاجم الموحدة (27) (بالعربية والإنجليزية والفرنسية). الرباط: مكتب تنسيق التعريب. 2000. ISBN:978-9981-1888-9-1. OCLC:1227668516. QID:Q113996988.
36. ↑  المعجم الموحد لمصطلحات الاستشعار عن بعد. سلسلة المعاجم الموحدة (28) (بالعربية والإنجليزية والفرنسية). الرباط: مكتب تنسيق التعريب. 2000. ISBN:978-9981-1888-8-4. OCLC:54044708. QID:Q116167591.
37. ↑  المعجم الموحد لمصطلحات علوم البحار: (إنجليزي - فرنسي- عربي)، سلسلة المعاجم الموحدة (29) (بالعربية والإنجليزية والفرنسية)، الرباط: مكتب تنسيق التعريب، 2000، OCLC:929545015، QID:Q116174633
38. ↑  المعجم الموحد لمصطلحات الحرب الإلكترونية: (إنجليزي - عربي - فرنسي). سلسلة المعاجم الموحدة (30) (بالعربية والإنجليزية والفرنسية). الرباط: مكتب تنسيق التعريب. 2004. ISBN:978-9954-0-0737-2. OCLC:1049178801. QID:Q116186852.
39. ↑  المعجم الموحد لمصطلحات تقانات الأغذية: (إنجليزي - عربي - فرنسي)، سلسلة المعاجم الموحدة (31) (بالعربية والإنجليزية والفرنسية)، الرباط: مكتب تنسيق التعريب، 2004، OCLC:1049181376، OL:31644350M، QID:Q116186863
40. ↑  المعجم الموحد لمصطلحات علم الوراثة: (إنجليزي - عربي - فرنسي)، سلسلة المعاجم الموحدة (32) (بالعربية والإنجليزية والفرنسية)، الرباط: مكتب تنسيق التعريب، 2009، OCLC:1343205052، QID:Q116195788
41. ↑  المعجم الموحد لمصطلحات الصيدلة: (إنجليزي - فرنسي - عربي)، سلسلة المعاجم الموحدة (33) (بالعربية والإنجليزية والفرنسية)، الرباط: مكتب تنسيق التعريب، 2009، OCLC:949444424، QID:Q116203617
42. ↑  المعجم الموحد لمصطلحات الطب البيطري: (إنجليزي - فرنسي - عربي)، سلسلة المعاجم الموحدة (34) (بالعربية والإنجليزية والفرنسية)، الرباط: مكتب تنسيق التعريب، 2010، OCLC:1343207761، QID:Q116213330
43. ↑  المعجم الموحد لمصطلحات النقل: (إنجليزي - فرنسي - عربي)، سلسلة المعاجم الموحدة (35) (بالعربية والفرنسية والإنجليزية)، الرباط: مكتب تنسيق التعريب، 2010، OCLC:1227502056، QID:Q116214837
44. ↑  المعجم الموحد لمصطلحات تقانة (تكنولوجيا) المعلومات: (إنجليزي-فرنسي-عربي). سلسلة المعاجم الموحدة (36) (بالعربية والإنجليزية والفرنسية). الرباط: مكتب تنسيق التعريب. 2011. ISBN:978-9954-0-0742-6. OCLC:1413893208. QID:Q111267300.
45. ↑  المعجم الموحد لمصطلحات التواصل اللغوي: (إنجليزي - فرنسي - عربي). سلسلة المعاجم الموحدة (37) (بالعربية والإنجليزية والفرنسية). الرباط: مكتب تنسيق التعريب. 2011. ISBN:978-9954-0-0743-3. OCLC:929660298. QID:Q116234741.
46. ↑  المعجم الموحد لمصطلحات الهندسة المدنية: الهندسة الصحية والبيبئة، الهندسة المساحية الهندسة الإنشائية الهندسة الجيوتقنية (إنجليزي - فرنسي - عربي). سلسلة المعاجم الموحدة (38) (بالعربية والإنجليزية والفرنسية). الرباط: مكتب تنسيق التعريب. 2012. ISBN:978-9954-9375-0-1. OCLC:1004221093. QID:Q116255030.
47. ↑  المعجم الموحد لمصطلحات علم التشريح العياني: (إنجليزي - فرنسي - عربي). سلسلة المعاجم الموحدة (39) (بالعربية والإنجليزية والفرنسية). الرباط: مكتب تنسيق التعريب. 2015. ISBN:978-9954-9375-4-9. OCLC:1227616395. QID:Q116262180.
48. ↑  المعجم الموحد لمصطلحات الآداب المعاصرة: (إنجليزي - فرنسي - عربي). سلسلة المعاجم الموحدة (40) (بالعربية والإنجليزية والفرنسية). الرباط: مكتب تنسيق التعريب. 2015. ISBN:978-9954-9375-5-6. OCLC:1008774428. QID:Q116267893.
49. ↑  المعجم الموحد لمصطلحات محو الأمية وتعليم الكبار: (إنجليزي - فرنسي - عربي). سلسلة المعاجم الموحدة (41) (بالعربية والإنجليزية والفرنسية). الرباط: مكتب تنسيق التعريب. 2016. ISBN:978-9981-1888-2-2. OCLC:1193236131. QID:Q116282880.
50. ↑  المعجم الموحد للمصطلحات التربوية في مرحلة الطفولة المبكرة ورياض الأطفال: (إنجليزي - فرنسي - عربي)، سلسلة المعاجم الموحدة (42) (بالعربية والإنجليزية والفرنسية)، الرباط: مكتب تنسيق التعريب، 2018، OCLC:1201780541، QID:Q116291374
51. ↑  المعجم الموحد لمصطلحات ذوي الإعاقة: (إنجليزي - فرنسي - عربي). سلسلة المعاجم الموحدة (43) (بالعربية والإنجليزية والفرنسية) (ط. 1). الرباط: مكتب تنسيق التعريب. 2019. ISBN:978-9954-9375-8-7. QID:Q116354452.
52. ↑  المعجم الموحد لمصطلحات المناهج وطرائق التدريس: (إنجليزي - فرنسي - عربي). سلسلة المعاجم الموحدة (44) (بالعربية والإنجليزية والفرنسية). الرباط: مكتب تنسيق التعريب. 2020. ISBN:978-9920-690-03-4. QID:Q116390963.
53. ↑  المعجم الموحد لمصطلحات الاستراتيجيات التربوية والتعليمية: (إنجليزي - فرنسي - عربي). سلسلة المعاجم الموحدة (45) (بالعربية والفرنسية والإنجليزية). الرباط: مكتب تنسيق التعريب. 2020. ISBN:978-9920-690-04-1. QID:Q116392774.
54. ↑  المعجم الموحد لمصطلحات الحكامة التربوية: (إنجليزي - فرنسي - عربي). سلسلة المعاجم الموحدة (46) (بالعربية والإنجليزية والفرنسية). الرباط: مكتب تنسيق التعريب. 2020. ISBN:978-9920-690-02-7. QID:Q116431458.
55. ↑  المعجم الموحد لمصطلحات الإشراف التربوي: (إنجليزي - فرنسي - عربي). سلسلة المعاجم الموحدة (47) (بالعربية والإنجليزية والفرنسية). الرباط: مكتب تنسيق التعريب. 2020. ISBN:978-9920-690-00-3. QID:Q116437316.
56. ↑  المعجم الموحد لمصطلحات التربية على الإبداع والابتكار: (إنجليزي - فرنسي - عربي). سلسلة المعاجم الموحدة (48) (بالعربية والإنجليزية والفرنسية). الرباط: مكتب تنسيق التعريب. 2020. ISBN:978-9954-9375-9-4. QID:Q116443862.
57. ↑  المعجم الموحد لمصطلحات التقييم التربوي: (إنجليزي - فرنسي - عربي)، سلسلة المعاجم الموحدة (49) (بالعربية والإنجليزية والفرنسية)، الرباط: مكتب تنسيق التعريب، 2021، QID:Q116447973
58. ↑  المعجم الموحد لمصطلحات الطب الباطني: (إنجليزي - فرنسي - عربي). سلسلة المعاجم الموحدة (50) (بالعربية والإنجليزية والفرنسية). الرباط: مكتب تنسيق التعريب. 2020. ISBN:978-9920-690-05-8. QID:Q116451569.
59. ↑  المعجم الموحد لمصطلحات طب وجراحة الأطفال: (إنجليزي - فرنسي - عربي)، سلسلة المعاجم الموحدة (51) (بالعربية والإنجليزية والفرنسية)، الرباط: مكتب تنسيق التعريب، 2021، QID:Q116452907
60. ↑  المعجم الموحد لمصطلحات كوفيد-19: (إنجليزي - فرنسي - عربي)، سلسلة المعاجم الموحدة (52) (بالعربية والإنجليزية والفرنسية)، الرباط: مكتب تنسيق التعريب، 2021، QID:Q116453939
61. ↑  معجم مصطلحات كوفيد-19 (PDF) (بالعربية والفرنسية والإنجليزية) (ط. 1)، مكتب تنسيق التعريب، 6 مايو 2020، QID:Q112724717
62. ↑  معجم مصطلحات كوفيد-19، سلسلة المعاجم الموحدة (بالعربية والإنجليزية والفرنسية) (ط. 2)، الرباط: مكتب تنسيق التعريب، 1 فبراير 2021، QID:Q112725656
63. ↑  المعجم الموحد لمصطحات الطيران المدني: (إنجليزي - فرنسي - عربي)، سلسلة المعاجم الموحدة (53) (بالعربية والإنجليزية)، الرباط: مكتب تنسيق التعريب، 2022، QID:Q116455174
64. ↑  المعجم الموحد لمصطلحات كرة القدم: (إنجليزي - فرنسي - عربي)، سلسلة المعاجم الموحدة (54) (بالعربية والإنجليزية والفرنسية) (ط. 1)، الرباط: مكتب تنسيق التعريب، 2022، QID:Q121322997
65. ↑  "المعجم الموحد لمصطلحات كرة القدم: (إنجليزي - فرنسي - عربي)". سلسلة المعاجم الموحدة (بالعربية والإنجليزية والفرنسية) (ط. 2). الرباط: مكتب تنسيق التعريب ع. 54. 2023. ISBN:978-9920-690-11-9. ISSN:2028-8697. QID:Q116455358.
66. ↑  المعجم الموحد لمصطلحات الدبلوماسية: (إنجليزي - فرنسي - عربي) (العربية). سلسلة المعاجم الموحدة (55) (بالعربية والإنجليزية والفرنسية). الرباط: مكتب تنسيق التعريب. 2023. ISBN:978-9920-690-12-6. OCLC:1429036125. QID:Q125193203.

مواقع الويب
1. ↑  "قائمة المعاجم الموحدة". مكتب تنسيق التعريب. مؤرشف من الأصل في 2022-10-05. اطلع عليه بتاريخ 2023-01-13.
2. ↑  "مطبوعات المجمع مرتبة بحسب التاريخ". مجمع اللغة العربية بدمشق. مؤرشف من الأصل في 2022-08-04. اطلع عليه بتاريخ 2023-01-13.
3. ↑  "المعجم الموحد لمصطلحات علم التشريح العياني". الاتحاد الاشتراكي. 1 مايو 2015. مؤرشف من الأصل في 2023-01-19. اطلع عليه بتاريخ 2023-01-19.
4. ↑  "المعجم الموحد للمصطلحات التربوية في مرحلة الطفولة المبكرة ورياض الأطفال". المنظمة العربية للعلوم والثقافة والتربية. مؤرشف من الأصل في 2020-06-01. اطلع عليه بتاريخ 2023-01-22.
5. ↑  "صدور المعجم الموحد لمصطلحات تعليم الأشخاص ذوي الإعاقة". المنظمة العربية للعلوم والثقافة والتربية. مؤرشف من الأصل في 2023-01-23. اطلع عليه بتاريخ 2023-01-23.
6. ↑  "الألكسو تصدر  المعجم الموحد لمصطَلحات المناهج وطرائق التدريس (إنجليزي-فرنسي-عربي)". المنظمة العربية للعلوم والثقافة والتربية. مؤرشف من الأصل في 2023-01-24. اطلع عليه بتاريخ 2023-01-24.
7. ↑  "المعجم الموحد لمصطلحات الاستراتيجيات التربوية والتعليمية (إنجليزي-فرنسي-عربي)". المنظمة العربية للعلوم والثقافة والتربية. مؤرشف من الأصل في 2023-01-24. اطلع عليه بتاريخ 2023-01-24.
8. ↑  "مكتب تنسيق التعريب يصدر: المعجم الموحد لمصطلحات الحكامة التربوية -إنجليزي-فرنسي-عربي". المنظمة العربية للعلوم والثقافة والتربية. مؤرشف من الأصل في 2023-01-21. اطلع عليه بتاريخ 2023-01-22.
9. ↑  "المعجم الموحد لمصطلحات الإشراف التربوي - إنجليزي-فرنسي-عربي". المنظمة العربية للعلوم والثقافة والتربية. مؤرشف من الأصل في 2023-01-25. اطلع عليه بتاريخ 2023-01-26.
10. ↑  "مكتب تنسيق التعريب يصدر: المعجم الموحد لمصطلحات التربية على الإبداع والابتكار (إنجليزي-فرنسي-عربي)". المنظمة العربية للعلوم والثقافة والتربية. مؤرشف من الأصل في 2023-01-26. اطلع عليه بتاريخ 2023-01-26.
11. 1 2  "معاجم موحدة جديدة يصدرها مكتب تنسيق التعريب بالرباط". المنظمة العربية للعلوم والثقافة والتربية. مؤرشف من الأصل في 2023-01-26. اطلع عليه بتاريخ 2023-01-26.
12. ↑  "المعجم الموحد لمصطلحات الطب الباطني (إنجليزي-فرنسي-عربي)". المنظمة العربية للعلوم والثقافة والتربية. مؤرشف من الأصل في 2023-01-27. اطلع عليه بتاريخ 2023-01-27.
13. 1 2  "معاجم موحدة جديدة يصدرها مكتب تنسيق التعريب بالرباط". المنظمة العربية للعلوم والثقافة والتربية. مؤرشف من الأصل في 2023-01-27. اطلع عليه بتاريخ 2023-01-27.
14. ↑  "معجم مصطلحات كوفيد 19 ( إنجليزي-فرنسي-عربي)". المنظمة العربية للعلوم والثقافة والتربية. مؤرشف من الأصل في 2023-01-07. اطلع عليه بتاريخ 2023-01-13.
15. ↑  "مكتب تنسيق التعريب بالرباط يصدر المعجم الموحد لمصطلحات الطيران المدني ( عربي، فرنسي، إنجليزي)". المنظمة العربية للتربية والثقافة والعلوم. مؤرشف من الأصل في 2023-01-27. اطلع عليه بتاريخ 2023-01-27.{{استشهاد ويب}}:  صيانة الاستشهاد: BOT: original URL status unknown (link)
16. ↑  "مكتب تنسيق التعريب بالرباط يصدر معجما موحدا لمصطلحات كرة القدم". المنظمة العربية للتربية والثقافة والعلوم. 13 ديسمبر 2022. مؤرشف من الأصل في 2023-01-27. اطلع عليه بتاريخ 2023-01-27.
17. ↑  "معجم عربي موحّد خاصّ بالمصطلحات الدبلوماسية ثلاثي اللغة عربي – فرنسي – إنجليزي". المنظمة العربية للتربية والثقافة والعلوم. مؤرشف من الأصل في 2025-01-23. اطلع عليه بتاريخ 2024-03-28.